# آنالی اشفرد
آنالی اشفرد (انگلیسی: Annaleigh Ashford؛ زادهٔ ۲۵ ژوئن ۱۹۸۵) یک هنرپیشه اهل ایالات متحده آمریکا است.